# Астрагал пузырчатый
Астрага́л пузы́рчатый, или Астрага́л взду́тый (лат. Astragalus physodes) — вид цветковых растений рода Астрагал (Astragalus) семейства Бобовые (Fabaceae).

## Ботаническое описание
Многолетнее травянистое растение высотой 10—20 см со стержневой корневой системой и многочисленными розеточными побегами. Междоузлия стебля сильно укороченные. Листья непарноперистые, до 15 см длиной с 8—12 парами листочков. Листочки 6—12 мм длиной, эллиптические, сверху голые, снизу опушённые.
Цветоносы чуть короче листьев. Цветки в плотных многоцветковых кистях. Венчик фиолетовый.
Цветение в мае.
Плод — шаровидно вздутый голый боб. Размножение исключительно семенное.

## Распространение и местообитание
Встречается в России в Нижнем Поволжье и Заволжье (юг Оренбургской области), на Ергенях. Вне России произрастает только на северо-западе Казахстана.
Засухоустойчив, растёт в сухих дерновиннозлаковых и, чаще, полынно-дерновиннозлаковых целинных степях.

## Охрана
Вид включён в Красную книгу Ростовской области.